# Ornithogalum deltoideum
Ornithogalum deltoideum är en sparrisväxtart som beskrevs av John Gilbert Baker. Ornithogalum deltoideum ingår i släktet stjärnlökar, och familjen sparrisväxter. Inga underarter finns listade i Catalogue of Life.